# Stepski orel
Stepski orel (znanstveno ime Aquila nipalensis) je ena od večjih vrst orlov, ki je razširjena v Afriki, Aziji in delih Evrope.

## Opis
V dolžino doseže stepski orel med 62 in 81 cm, preko peruti pa meri med 165 in 215 cm. Samice tehtajo med 2,3 in 4,9 kg, samci pa so nekoliko manjši in tehtajo med 2 in 3,5 kg.
Stepski orel gnezdi od Romunije, preko južne Rusije do step Mongolije, čez zimo pa se umakne v Afriko. Samica odloži od 1–3 jajca v gnezdo na drevesu. Hrbtna peresa so rjava, letalna in repna pa črna. Na grlu so peresa svetla. Mladiči so manj kontrastno obarvani kot odrasle ptice.
Med migracijo se večje število stepskih orlov zbere v Khari v Nepalu. Med oktobrom in novembrom opazovalci tam opazijo povprečno 15,3 ptic na uro
Stepski orel se običajno hrani s svežo mrhovino, kljub temu pa občasno tudi lovi. Njegov običajni plen so glodavci in manjši sesalci do velikosti zajca. Včasih lovijo tudi ptice do velikosti jerebice. Pogosto stepski orel tudi krade plen drugih ujed. Oglaša se podobno kot vrana.